# Arhitektura u 1946.
◄◄ | ◄ | 1943. | 1944. | 1945. | 1946.  | 1947. | 1948. | 1949. | ► | ►►
Arhitektura • Astronautika • Astronomija • Biologija • Film • Fotografija • Glazba • Kazalište • Kemija • Kiparstvo • Knjige • Književnost • Kršćanstvo • Meteorologija • Medicina • Planinarstvo • Politika • Pravo • Promet • Slikarstvo • Strip • Šport • Televizija • Znanost • Zrakoplovstvo • Željeznički promet
Arhitektura u 1946.

## Hrvatska i u Hrvata

### Smrti
- 3. ožujka − Viktor Axmann (Vladoje Aksmanović), hrv. arhitekt i urbanist[1] (* 1878.)
- 28. prosinca − Milivoj Frković, hrvatski projektant i graditelj mostova (* 1887.)

## Vanjske poveznice
|  | Zajednički poslužitelj ima još gradiva o temi Arhitektura u 1940-im |